# San Pedro Tepetitlán
San Pedro Tepetitlán är en ort i Mexiko, tillhörande kommunen Acolman i delstaten Mexiko. San Pedro Tepetitlán ligger i den centrala delen av landet och tillhör Mexico Citys storstadsområde. Orten hade 2 805 invånare vid folkräkningen 2010.